# Otto Norberg
Johan Otto Cornelius Norberg, född 30 maj 1864 i Frustuna församling, Södermanlands län, död 19 mars 1947 i Strängnäs stadsförsamling, Södermanlands län, var en svensk präst.
Efter mogenhetsexamen i Örebro 1883 blev Norberg student vid Uppsala universitet, teologie kandidat 1890 och prästvigd samma år. Efter ett par år som lärare vid Beskowska skolan i Stockholm blev han 1893 lektor i Härnösand och prebendekyrkoherde i Häggdånger. Norberg blev 1898 lektor i Strängnäs och kyrkoherde i Överselö samt var 1902–1938 domprost i Strängnäs. Han var domkapitlets vice ordförande och fungerade långa perioder som stiftets ledare på grund av biskop Ullmans höga ålder. År 1927 erhöll Norberg första förslagsrummet till posten som biskop i Strängnäs stift. Han var 1908–1934 ledamot av kyrkomötet och 1926–1932 ordförande i Prästerskapets änke- och pupillkassa. Norberg var 1901–1922 stadsfullmäktig i Strängnäs och 1919–1926 ledamot av Södermanlands läns landsting. Sin lektorskompetens förvärvade han genom avhandlingen Svenska kyrkans mission vid Delaware (1893). Dessutom författade han prästmötesavhandlingen Församlingsdiakoni och församlingsdiakonat (1903) och en levnadsteckning över sin svärfar Axel Rappe (1922). Norberg blev ledamot av Nordstjärneorden 1905 och kommendör av andra klassen av samma orden 1926.
Otto Norberg var son till trafikdirektören Adolf Norberg och Johanna Murray. Han var gift med friherrinnan Gunhild Rappe (1876–1965). Bland makarnas många barn märks Adolf och Dag Norberg. Makarna Norberg är begravna på Gamla kyrkogården i Strängnäs.